# Ohaveč
Ohaveč (en allemand : Sbiersch) est une commune du district de Jičín, dans la région de Hradec Králové, en République tchèque. Sa population s'élevait à 117 habitants en 2022.

## Géographie
Ohaveč se trouve à 5 km à l'ouest-nord-ouest de Jičín, à 46 km au nord-ouest de Hradec Králové et à 75 km au nord-est de Prague.
La commune est limitée par Holín au nord et à l'est, par Březina au sud, et par Ostružno à l'ouest.

## Histoire
La première mention écrite de la localité date de 1327.

## Galerie

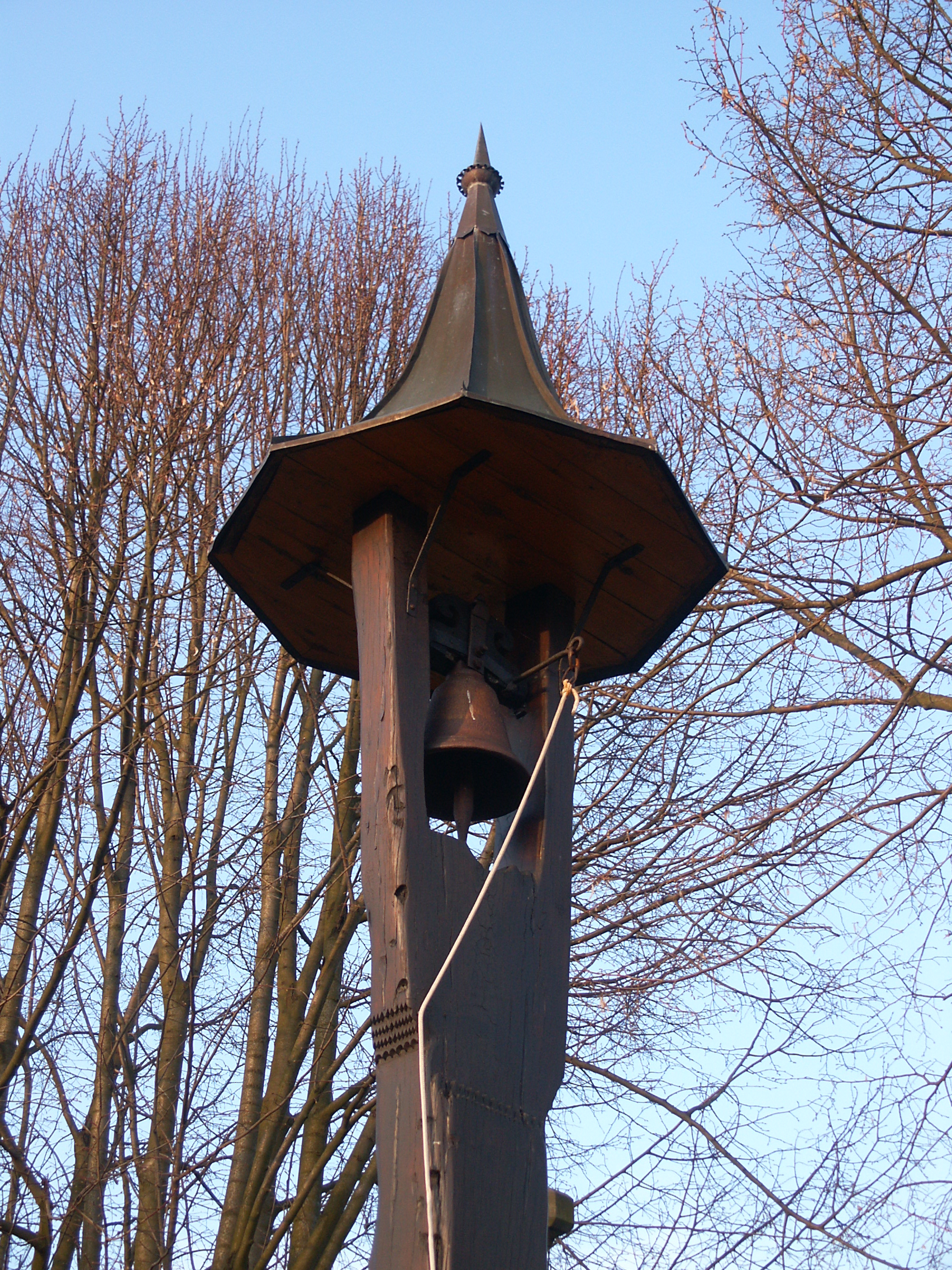
Cloche datant de 1872.
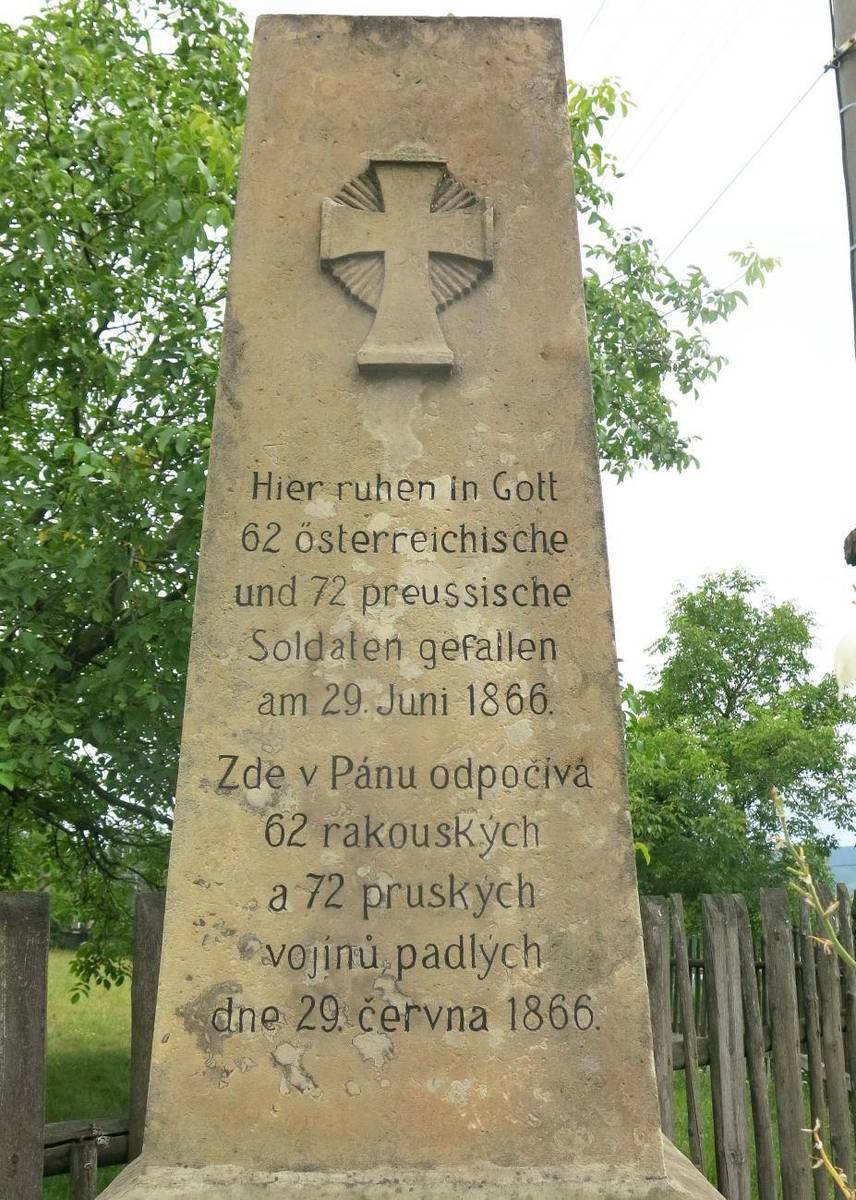
Monument aux morts du 29 juin 1866.
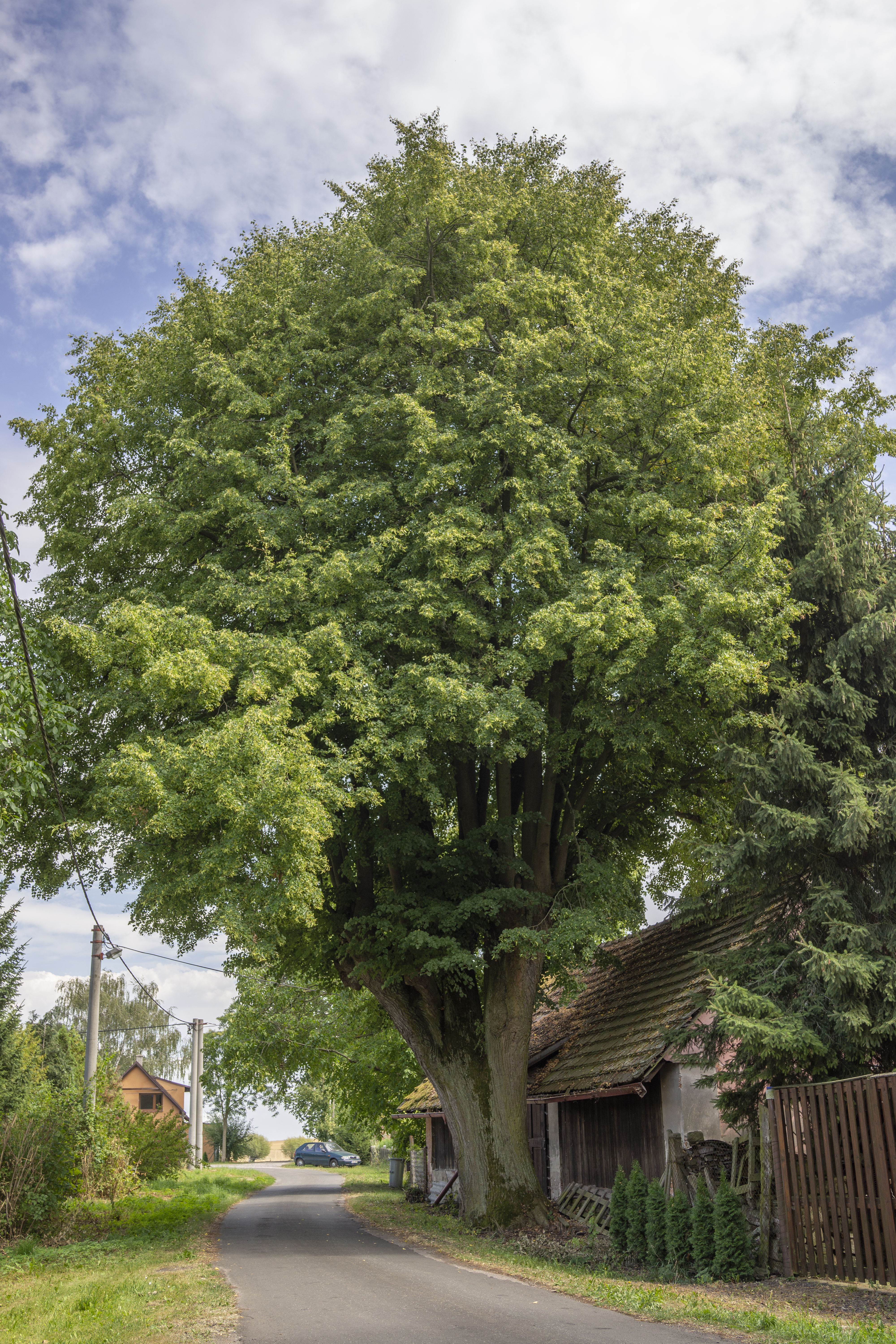
Tilleul remarquable à Ohaveč.

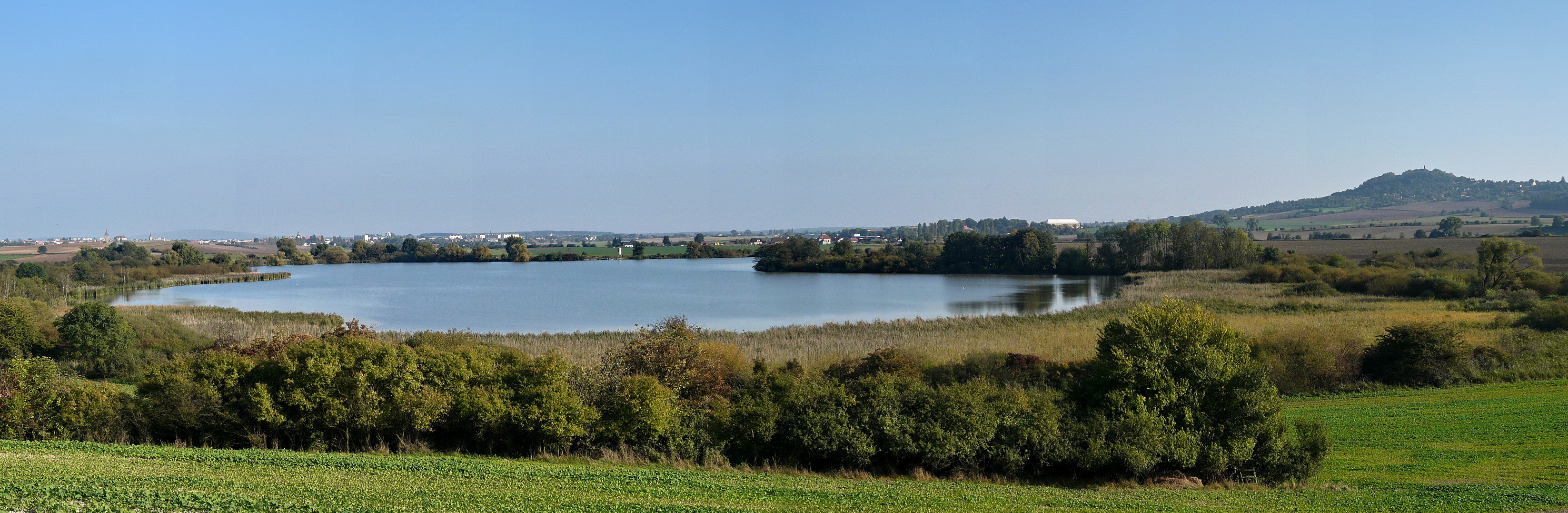
Étang Ostruženský à Veliš.

## Transports
Par la route, Ohaveč se trouve à 4 km de Jičín, à 43 km de Hradec Králové et à 91 km de Prague. 